# Religione tradizionale cinese

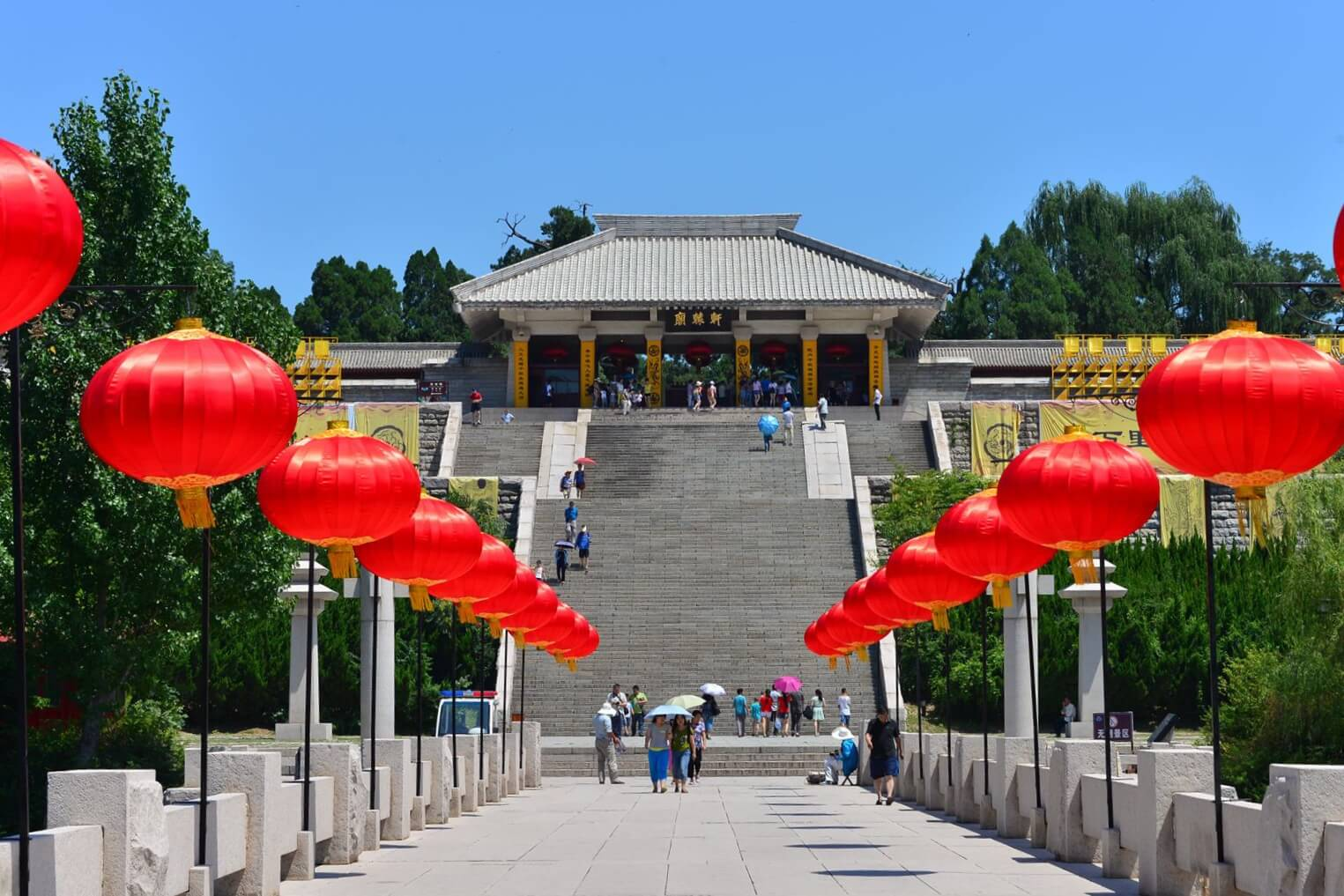
Tempio di Xuanyuan a Huangling, Yan'an, Shaanxi, dedicato al culto di Huangdi, il Dio Giallo.

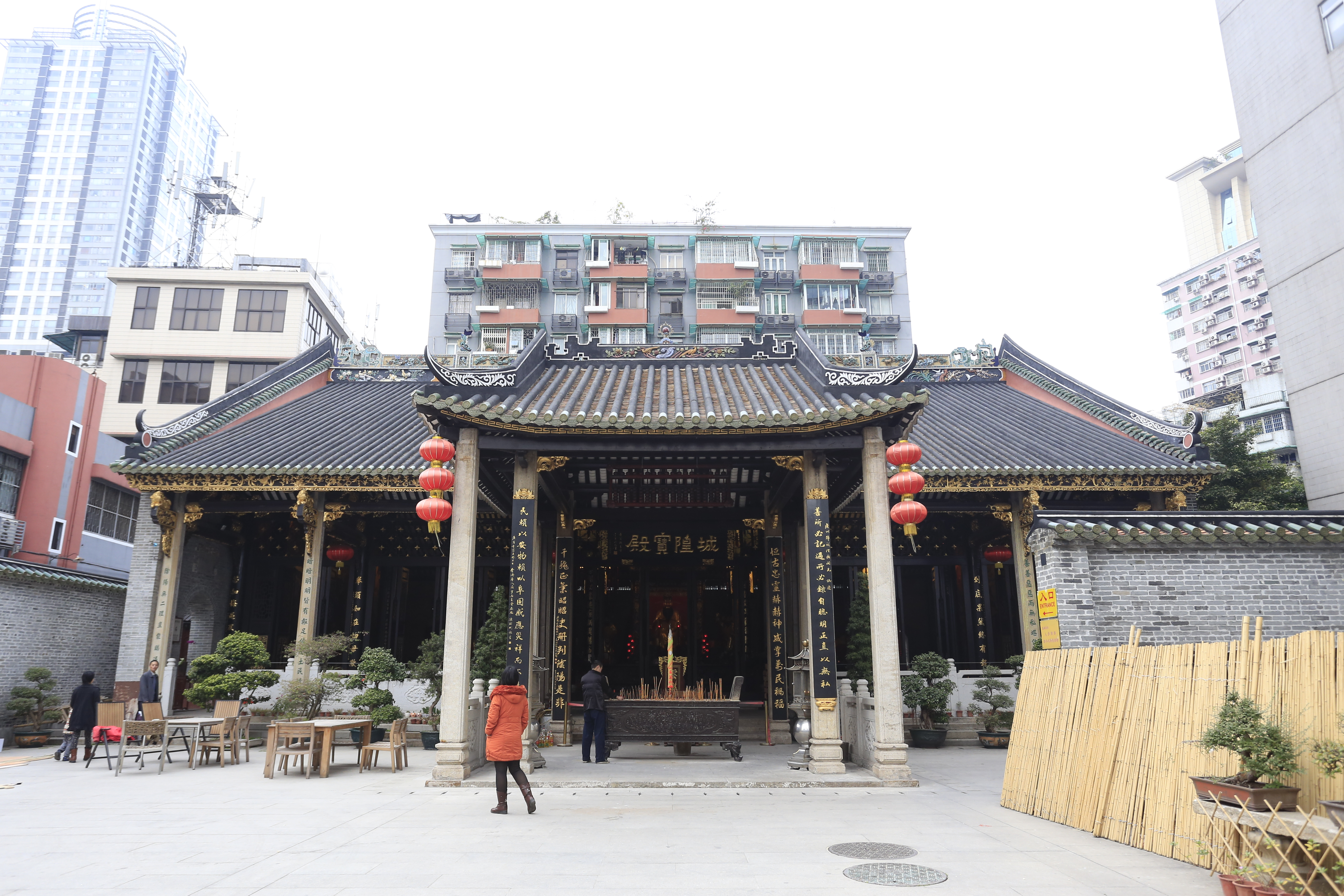
Tempio del Dio del Confine Cittadino (城隍神 Chénghuángshén) a Guangzhou, Guangdong.

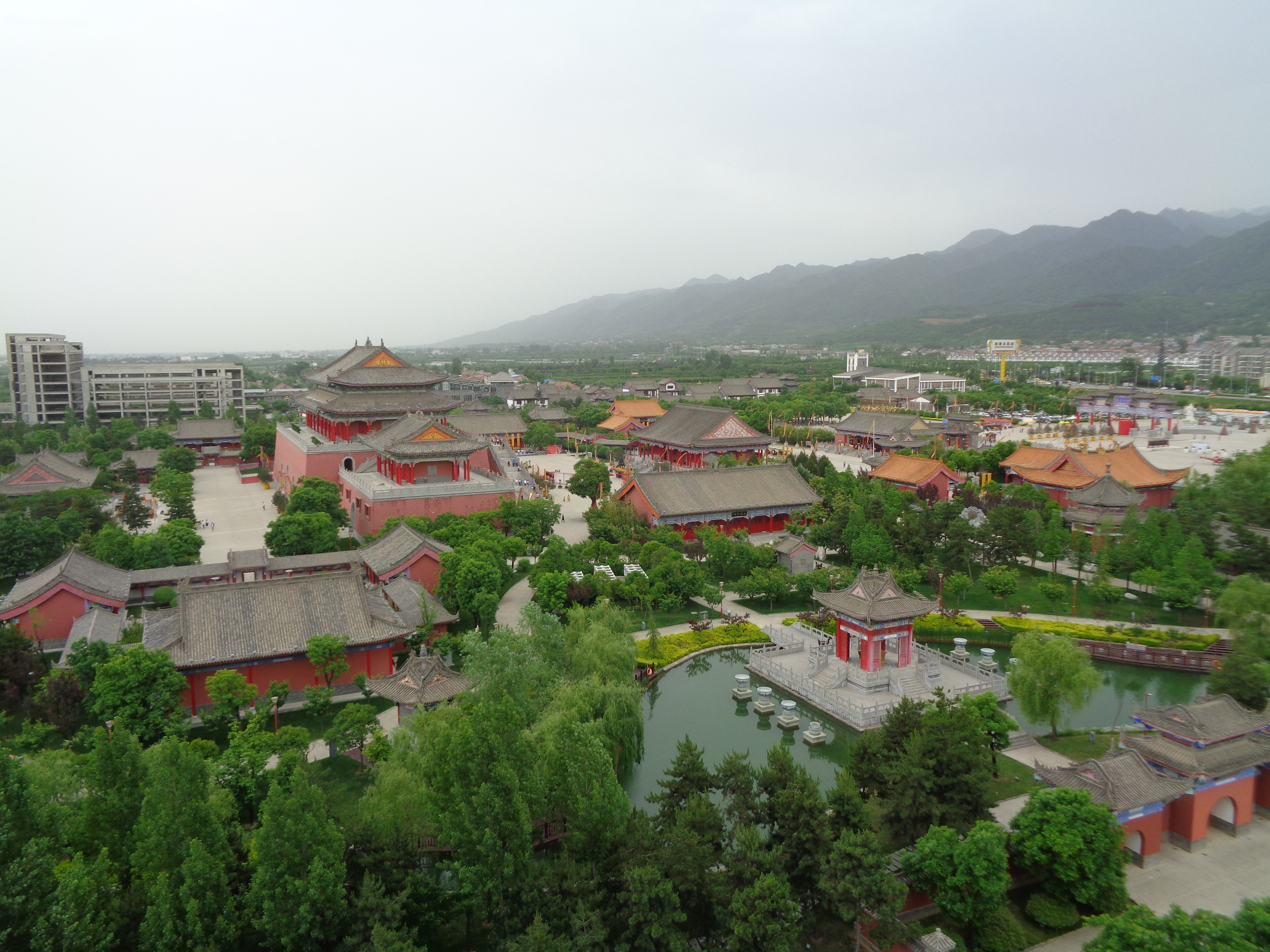
Veduta del Tempio di Zhao Gongming (赵公明), incarnazione del Cáishén (财神, "Dio della Ricchezza"), a Zhouzhi, Xi'an, Shaanxi.

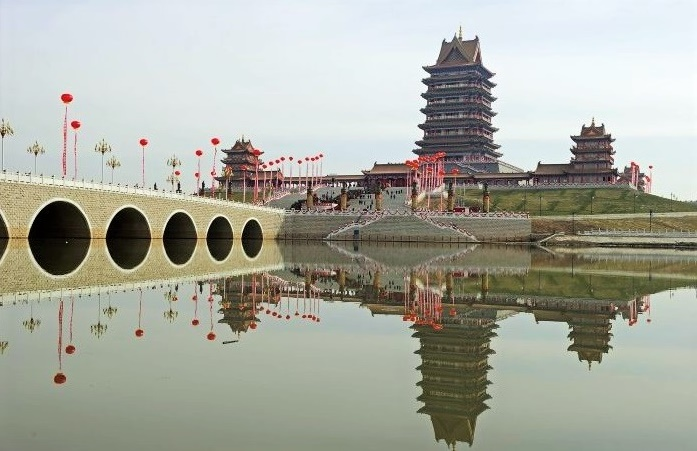
Tempio della Dea Madre del Fiume Giallo (黄河女神 Huánghé Nǚshén), centro di culto di un nuovo sobborgo residenziale della città di Qingtongxia, Ningxia.

La religione tradizionale cinese, o religione popolare cinese, o semplicemente religione cinese, è la religione etnica dei Cinesi Han. Essendo una spiritualità nativa e spontanea, essa non ha nome oggettivante nella tradizione popolare, ma è stata variamente studiata nei circoli intellettuali già dai primi secoli come Shendao (神道S, ShéndàoP, "via degli dèi"), e nel XX e XXI secolo con nomi quali Universismo cinese, Shenismo (神教S, ShénjiàoP) e Shenxianesimo (神仙教S, ShénxiānjiàoP, letteralmente "vie di dèi e immortali").
Il governo della Cina contemporanea definisce i culti di dèi e antenati nei suoi documenti ufficiali come "credenza nativa" (民間信仰S, mínjiān xìnyǎngP, dove minjian significa "del popolo"), e li distingue dalle "religioni" (宗教S, zōngjiàoP), termine che in cinese definisce le religioni intese come "dottrine".

## Storia

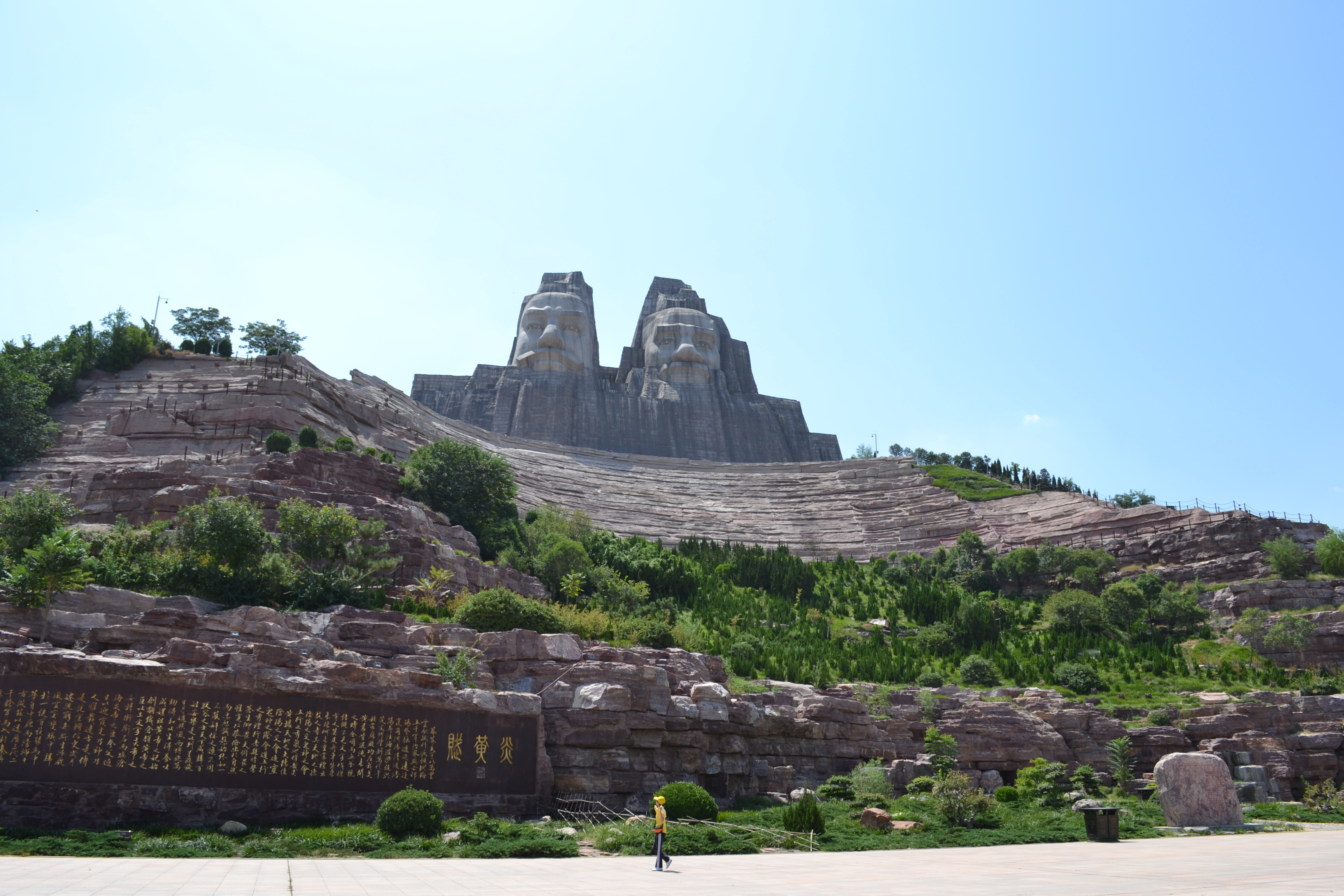
Statue di Huangdi e Yandi scolpite nella roccia presso un complesso cerimoniale per culti di stato ai due dèi-antenati dei Cinesi, incarnazioni nello spazio-tempo di potenze cosmiche (sono due delle "Cinque Forme del Dio Supremo", 五方上帝 Wǔfāng Shàngdì), a Zhengzhou, Henan.

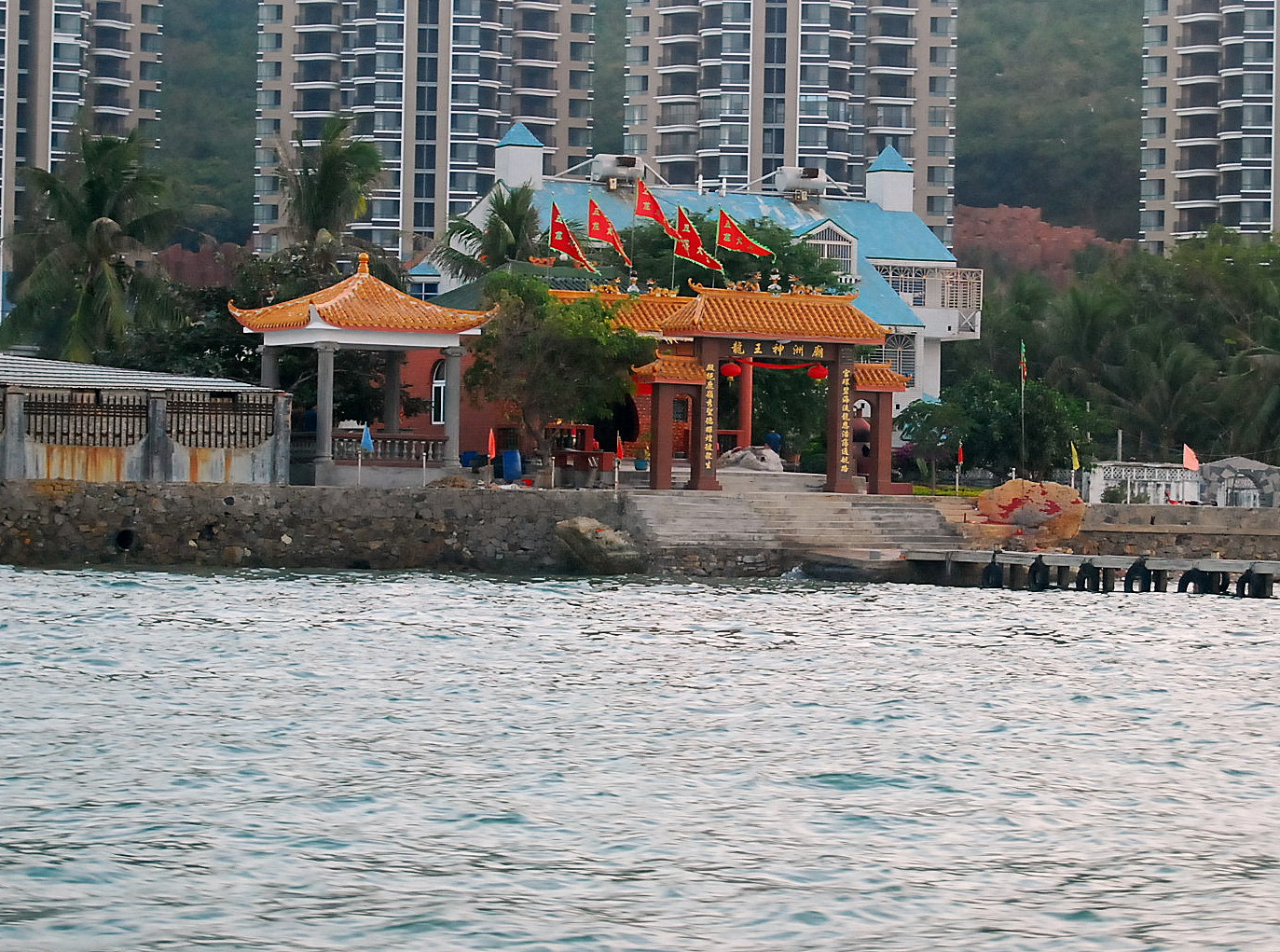
Tempio del Re Drago (龙王 Lóngwáng) o Dio Drago (龙神 Lóngshén) a Sanya, Hainan.

I governi imperiali che si susseguirono nella storia della Cina adottarono variamente confucianesimo o taoismo (e talvolta il buddhismo) come dottrine ufficiali di stato, praticavano culti di stato agli dèi cosmici, e al contempo approvavano i culti di dèi e antenati praticati dalla maggioranza della popolazione, in modo non dissimile da quanto avveniva nel periodo classico europeo nel rapporto tra scuole filosofiche e culti religiosi. Tuttavia, ciò avvenne in modo specularmente opposto in Cina rispetto all'Europa, ovvero: nel periodo classico europeo la filosofia era un fatto privato e la religio (i culti) un fatto pubblico; in Cina i culti a dèi e antenati hanno un aspetto di pratica privata e un aspetto di pratica pubblica (culti di stato), mentre la dottrina canonica è un fatto pubblico.
I moti rivoluzionari e riformatori della Cina moderna cercarono di eliminare la religione tradizionale cinese, specialmente nei suoi aspetti popolari, a partire dall'ultimo decennio della dinastia Qing e poi nella prima repubblica (1912-1949), così come durante la Rivoluzione Culturale nel periodo maoista, ma a partire dagli anni 1980 essa ha vissuto una rinascita sia in Cina, con le riforme di Deng Xiaoping che inaugurarono il socialismo con caratteristiche cinesi, che a Taiwan. Oggi i culti di dèi e antenati sono praticati liberamente e alcuni culti di importanza nazionale sono celebrati anche ufficialmente dal governo cinese. Secondo lo studioso Ian Johnson, lo stato cinese è impegnato oggi, con Xi Jinping (cf. xismo, che propone una sintesi tra socialismo e cultura tradizionale cinese), in una ricostruzione "altamente curata" dei culti tradizionali come "religione civile" per la Cina, nonché nel recupero delle dottrine filosofiche cinesi nell'ideologia di stato. Di fatto i culti agli dèi e agli antenati sono entrati nel glossario ufficiale dello stato centrale a partire dagli anni 2010, sotto il nome di "credenza nativa" (民間信仰S, mínjiān xìnyǎngP, dove minjian significa "del popolo"), una terminologia che conferisce a essi uno statuto speciale che li distingue dalle "religioni" (宗教S, zōngjiàoP), termine che in cinese definisce le religioni intese come "dottrine". Mentre le zongjiao, in quanto sistemi di fede astratti e ideologici, sono sottoposte a un controllo più stringente da parte dello stato (specialmente le religioni percepite come estranee alla civiltà cinese e dannose per la salute pubblica), la legislazione per le minjian xinyang ne permette una regolamentazione più fluida e ne valorizza l'importanza per la stabilità economica e sociale.
Secondo statistiche riferite al 2010, in Cina la religione tradizionale è praticata da 932 milioni di persone (70%), di cui 173 milioni (13%) in un inquadramento rituale e/o dottrinale taoista. Il numero dei templi dei culti tradizionali (minjian xinyang) in Cina è stimato essere tra uno e due milioni, un numero di gran lunga superiore alle poche decine di migliaia di luoghi di culto delle cinque dottrine (zongjiao) gestite in maniera centralizzata dallo stato (buddhismo, taoismo, islam, cattolicesimo e protestantesimo).

## Caratteristiche
La religione tradizionale cinese consiste nel culto degli "shen" (神S, shénP, "dèi" o "spiriti", i principi che generano e formano — concetto 申 shēn — gli enti e i fenomeni, anche detti 帝S, dìP, "divi", "divinità", soprattutto ma non esclusivamente nelle loro forme incarnate), che possono essere divinità cosmiche della natura e del luogo, progenitori deificati dei lignaggi gentilizi (祖S, zŭP), eroi immortali (仙S, xiānP), dèi dei villaggi o delle città, della nazione cinese. Tali dèi e spiriti sono considerati forme medianti riproducenti l'ordine dinamico (理S, LǐP o 道S, DàoP) del Cielo (天S, TiānP), o "Dio Sommo" (上帝S, ShàngdìP) o "Dio del Cielo" (天帝S, TiāndìP), e chiamato nella tradizione popolare cinese con una varietà di altri nomi (tra cui "Dio di Giada", 玉帝S, YùdìP), che regola i fenomeni naturali e umani. Esso è al contempo trascendente e immanente, manifesto come la volta celeste e il polo nord, e le costellazioni che vi ruotano intorno, e appunto riprodotto in una creatio continua dagli spiriti di tutti i fenomeni. Il drago (龙S, lóngP) è considerato un simbolo della potenza generativa nel suo aspetto yang (ordinatore; oppure come unione perfettamente equilibrata dello yin e dello yang), di composizione e crescita dell'ordine del Cielo, quindi degli shen, contrapposti ai principii yin, di contrazione o decrescita, i 鬼S, guǐP ("demoni"). Narrative sacre riguardanti le divinità sono state codificate nel corso del tempo nella mitologia cinese.
Della stessa tipologia e fortemente influenzate dalla religione cinese, anche se differenti per locazione geografica e contenuti etnici e storico-mitologici, sono le religioni Shinto giapponesi (lo stesso termine giapponese Shinto deriva dal cinese 神道 Shéndào) e quelle tradizionali vietnamite. Taoismo e Confucianesimo rappresentano due grandi formalizzazioni dottrinali, istituzionali e rituali del pensiero comune soggiacente alla spiritualità cinese, senza tuttavia comprenderla ed esaurirla nella sua interezza, tanto che varie e innumerevoli — e nel loro complesso maggioritarie — sono le formulazioni nelle quali il patrimonio spirituale cinese si organizza al di fuori delle due grandi dottrine e su tutti i livelli della società cinese, dai riti di stato, al livello regionale, a quello di lignaggio, a quello del villaggio locale.

## Organizzazioni religiose popolari
Nell'alveo della religione tradizionale sono emerse, a partire dalla dinastia Song e con una proliferazione significativa a partire dal XX secolo, un enorme numero di gruppi organizzati (民間宗教S, mínjiān zōngjiàoP, "dottrine popolari") che combinano elementi della cosmologia e del pantheon tradizionali con elementi di dottrina ed escatologia ispirati a modelli principalmente buddhisti, confuciani e taoisti.
Le maggiori tradizioni di sette comprendono lo Weixinismo (唯心聖教, Wéixīn Shèngjiào), il Baguaismo (八卦教 Bāguàjiào), il Luoismo (罗教 Luójiào), la Chiesa dell'Altissimo Supremo (太上会 Tàishànghuì), la Chiesa del Cielo e della Terra (天地会 Tiāndìhuì), la Chiesa Armoniosa della Tri-Unità (三一教协会 Sānyī jiào xiéhuì), lo Zailiismo (在理教 Zàilǐjiào), la Via del Cielo Anteriore (先天道 Xiāntiāndào), la Chiesa Universale della Via e della sua Virtù (万国道德会 Wànguó Dàodéhuì), il Tiandiismo (天帝教 Tiāndìjiào), la Tradizione Confuciana della Via agli Dèi (儒宗神教 Rúzōng Shénjiào), e vari altri gruppi maggiori e sottogruppi.
Secondo rapporti del governo cinese, che a partire dagli anni 1980 iniziò a tollerare l'esistenza di queste organizzazioni e a partire dagli anni 2000 a conferirvi riconoscimenti formali a livello provinciale, esse costituiscono la principale forma di religione organizzata nella Cina contemporanea. Queste religioni hanno trovato una forte espansione non solo in Cina, ma anche a Taiwan e tra le popolazioni di cinesi espatriati in tutta l'Asia.